# Disastro di Cherry
Il disastro di Cherry fu un incendio che si verificò in una miniera di carbone nei dintorni di Cherry, Illinois, il 13 novembre 1909. L'incendio, che uccise 259 uomini e ragazzi, è il terzo disastro minerario più mortale nella storia delle miniere di carbone americane.
Dei 259 morti, ben 73 erano immigrati italiani.

## Il contesto
Nel 1905 la St. Paul Coal Company aprì la miniera di Cherry per rifornire di carbone i treni della sua società controllante, la Chicago, Milwaukee & St. Paul Railroad. La miniera consisteva in tre filoni orizzontali, ognuno più profondo dell'altro. Le vene erano collegate verticalmente da due pozzi distanti tra loro circa 91 m. Sia il pozzo principale che quello secondario contenevano scale e scalette di legno. Il pozzo principale era sormontato da un'asta in acciaio di 26 metri che reggeva una gabbia di sollevamento meccanica. Un grande ventilatore, situato in una derivazione del pozzo secondario, immetteva aria fresca nella miniera.
I minatori erano per lo più immigrati, soprattutto italiani, molti dei quali non parlavano inglese. Lavoravano nel sito anche operai provenienti dall'Austria-Ungheria e dell'Impero russo. All'epoca del disastro lavoravano in miniera anche ragazzi di 11 anni. Invece di un salario fisso all'ora, la paga era a cottimo.

## Il disastro

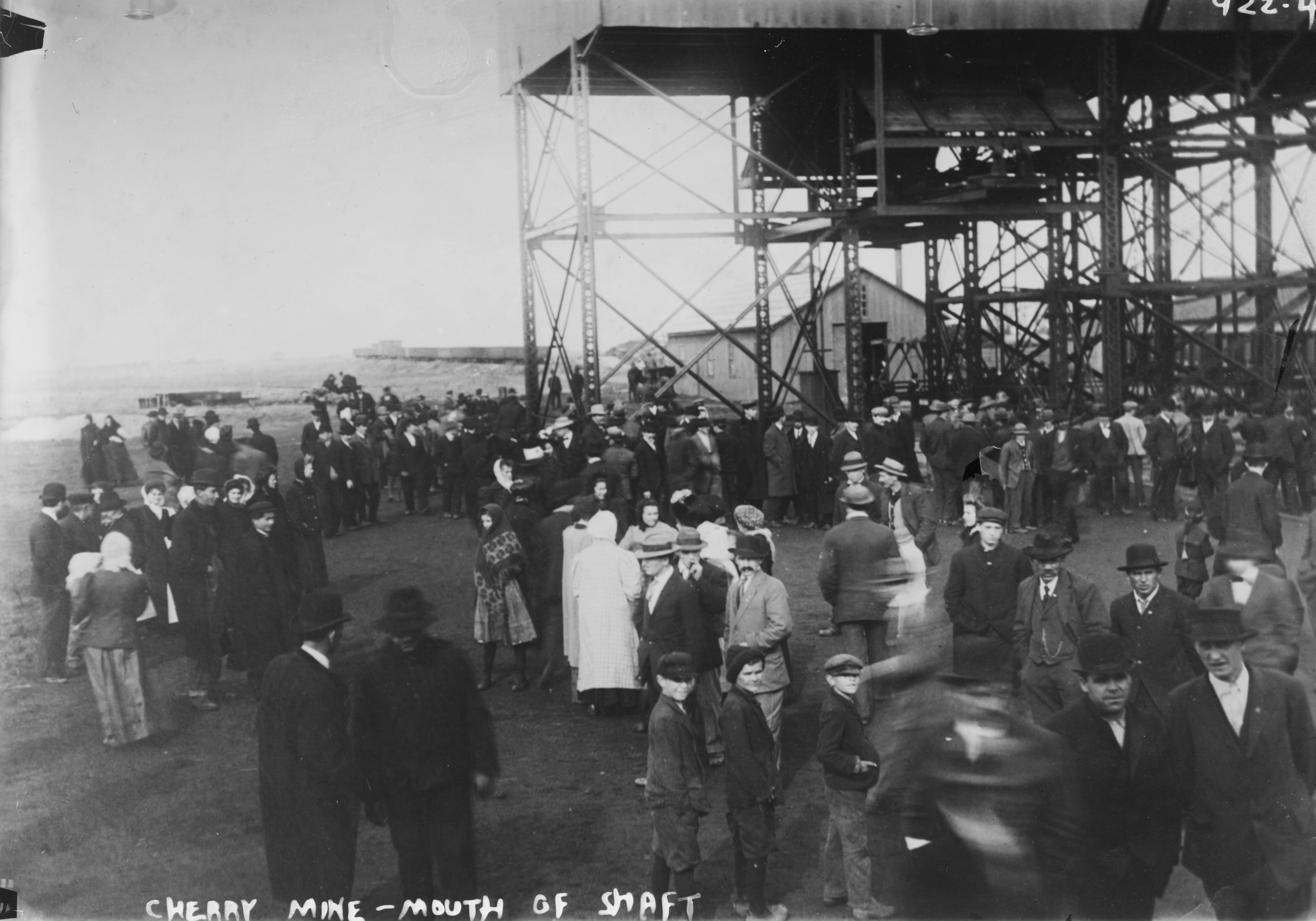
La folla in attesa di notizie presso la bocca della miniera.

Sabato 13 novembre 1909, circa 481 uomini e ragazzi e tre dozzine di muli stavano lavorando nella miniera. Un'interruzione di corrente elettrica all'inizio della settimana aveva costretto gli operai ad accendere lanterne e torce a cherosene. Alcune erano portatili, altre erano incastonate nelle pareti della miniera. Poco dopo mezzogiorno, un vagone da carbone pieno di fieno per i muli prese fuoco a causa di una delle lanterne a muro. L'incendio passò inosservato per 45 minuti, quando alcuni operai cercarono spegnere le fiamme spostando il carriaggio. Nel fare questo però gli operai, involontariamente, propagarono l'incendio alle travi di sostegno della miniera. Nel tentativo di ridurre i danni e nel tentativo di spegnere l'incendio il grande ventilatore della miniera fu invertito. Anche quest'ultimo intervento però fu solo controproducente, dal momento che prese fuoco non solo il casotto del ventilatore, ma anche le scale di fuga e le scale del pozzo secondario. In questo concatenarsi di errori i minatori ancora all'interno delle gallerie rimasero intrappolati. 

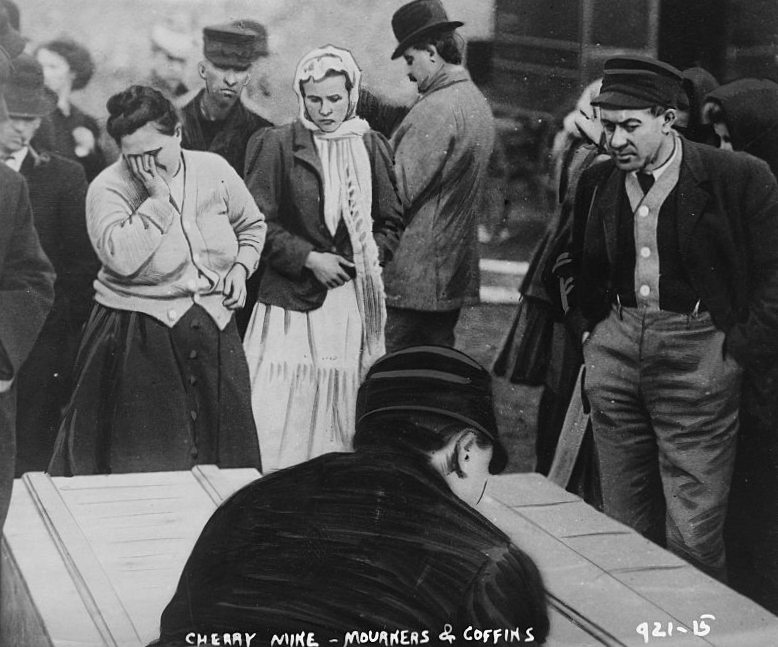
Parenti delle vittime davanti alle bare.

I due pozzi vennero quindi chiusi per soffocare l'incendio, ma questo ebbe l'effetto di togliere ossigeno ai minatori e di permettere all'“umidità nera”, una miscela soffocante di anidride carbonica e azoto, di accumularsi nella miniera.
Circa 200 uomini e ragazzi raggiunsero la superficie, alcuni attraverso i pozzi di fuga, altri utilizzando la gabbia di sollevamento. Alcuni minatori che erano già riusciti a fuggire tornarono nella miniera per aiutare i loro colleghi. Dodici di questi, guidati da John Bundy, compirono sei pericolosi viaggi in gabbia, salvando molti altri. Il settimo viaggio, tuttavia, si rivelò fatale quando l'operatore della gabbia fraintese i segnali dei minatori e li riportò in superficie troppo tardi: i soccorritori e coloro che avevano tentato di salvare erano infatti morti bruciati.
Un gruppo di minatori intrappolati nella miniera costruì un muro di fortuna per proteggersi dal fuoco e dai gas velenosi. Pur non avendo cibo, riuscirono a bere da una pozza d'acqua che fuoriusciva da un filone di carbone, spostandosi più in profondità nella miniera per sfuggire all'umidità nera. Otto giorni dopo, i 21 sopravvissuti, noti come “uomini degli otto giorni”, abbatterono il muro e si fecero strada nella miniera alla ricerca di altra acqua. Fortunatamente s'imbatterono in una squadra di soccorso. Uno dei 21 sopravvissuti morì due giorni dopo per complicazioni dovute all'asma.

## Conseguenze
Su 73 vittime italiane, 44 provenivano da alcuni comuni montani delle province di Modena e Bologna.
Nel 1910, la legislatura dell'Illinois stabilì norme più severe in materia di sicurezza nelle miniere a seguito del disastro della miniera di Cherry. Nel 1911, l'Illinois approvò una legge separata che in seguito si sviluppò nell'Illinois Workmen's Compensation Act.

## Omaggi

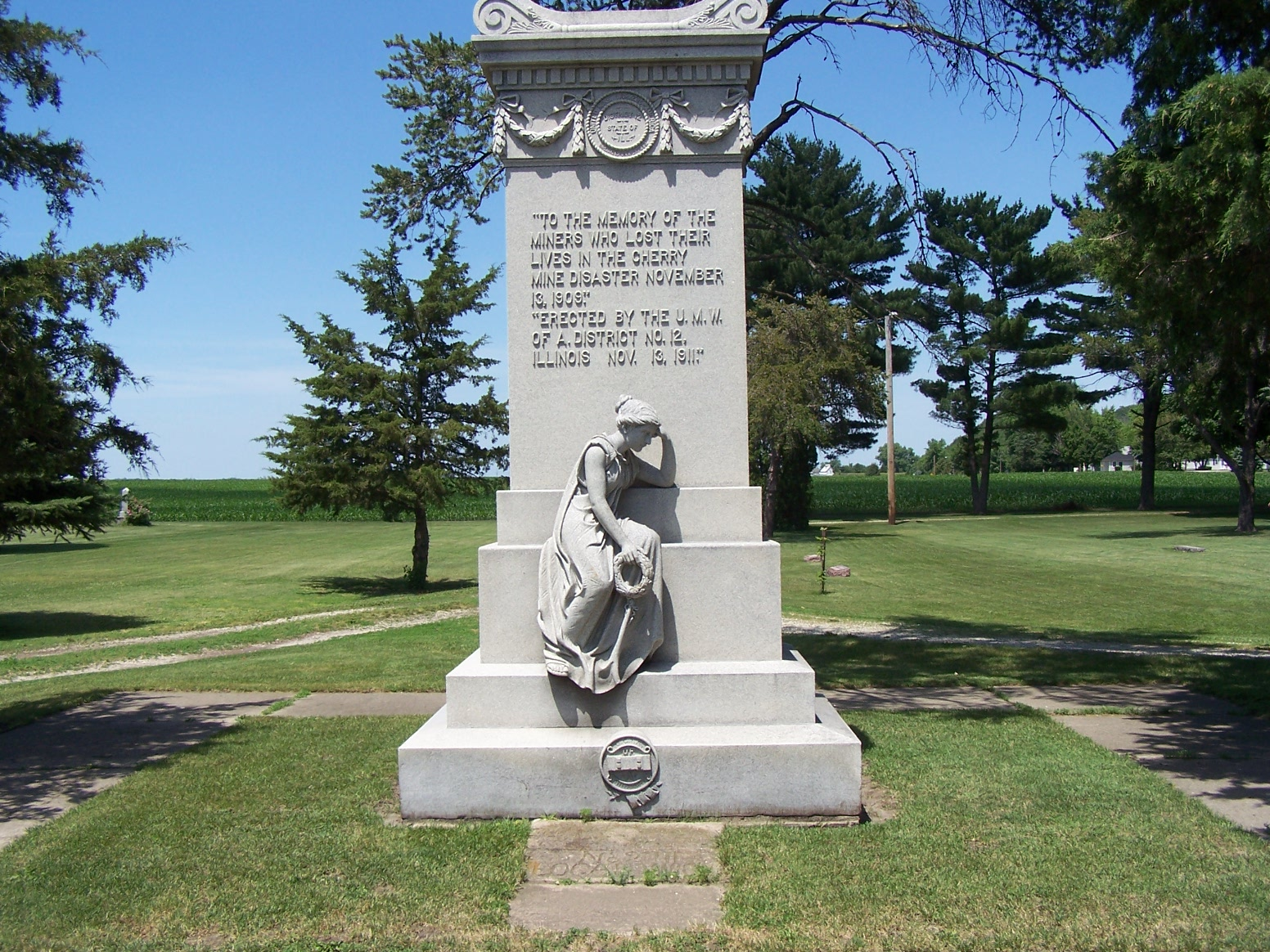
Monumento ai minatori morti nel disastro nel cimitero di Cherry.

Presso il cimitero di Cherry il 13 novembre 1911 è stato inaugurato un monumento ai minatori morti nel disastro.
Il 15 maggio 1971 il Dipartimento dei Trasporti dell'Illinois e la Società Storica dello Stato dell'Illinois hanno eretto un monumento alle vittime del disastro. La commemorazione del centenario del disastro della miniera di Cherry si è tenuta a Cherry dal 14 al 15 novembre 2009. In quest'occasione è stato scoperto un nuovo monumento, situato presso la Cherry Village Hall.
Presso la stazione di Boretto, in provincia di Reggio Emilia, il 1° maggio 2004 è stata scoperta una lapide dedicata ad Antenore Quartaroli.